# Juridiquês

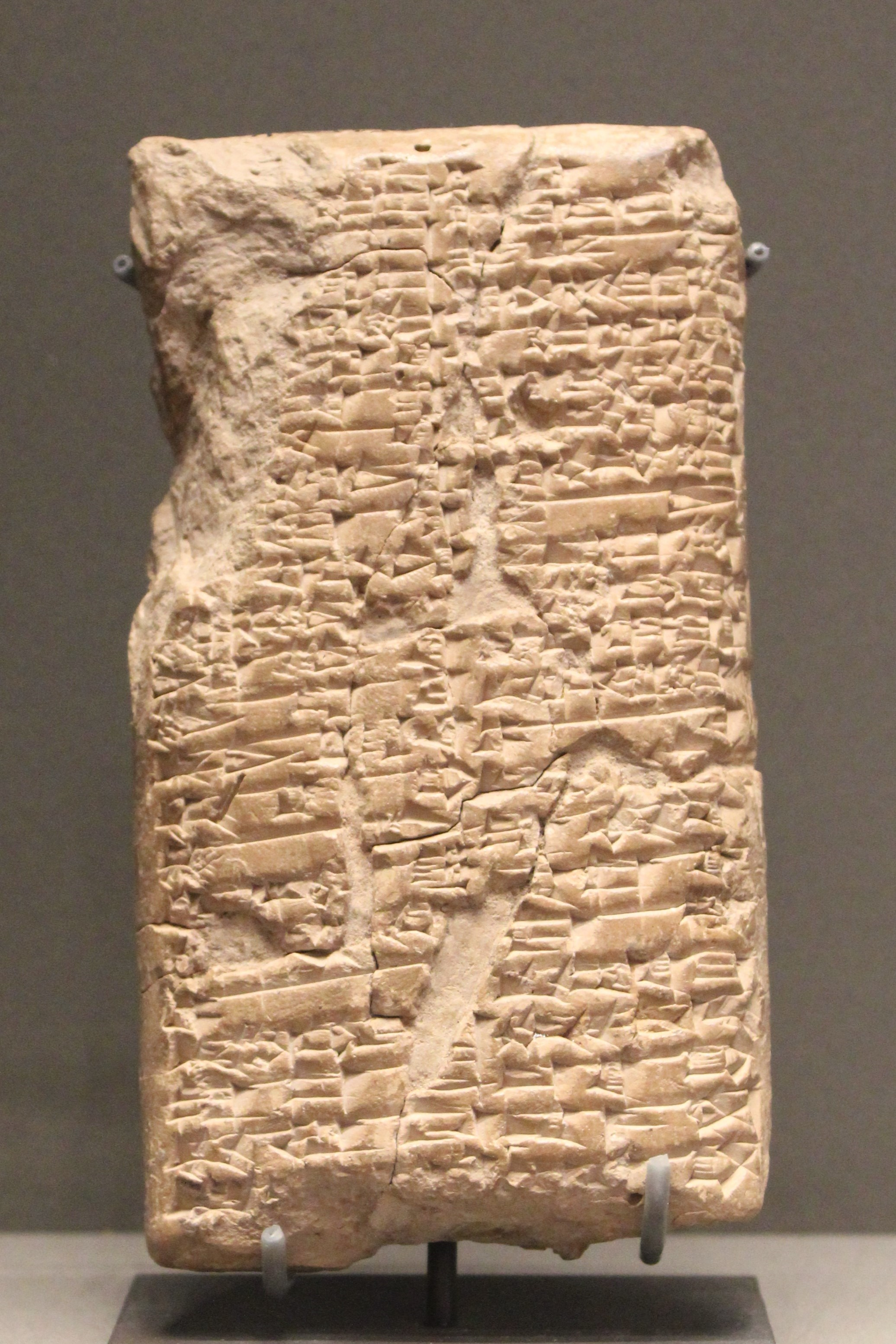
Código de Lipite-Istar, caderno legislativo escrito em sumério na Mesopotâmia.

Juridiquês é um neologismo utilizado para designar o uso desnecessário e excessivo do jargão jurídico. O termo reflete o uso rebuscado do vernáculo na comunicação escrita ou falada, quando esta é permeada por termos técnicos complexos, por vezes em latim, comumente utilizados no âmbito do direito. No português brasileiro o vocábulo "juridiquês" é de uso corrente e na definição do dicionário Michaelis refere-se a uma "linguagem repleta de tecnicidades do jargão dos juristas ou profissionais da área jurídica".

## Críticas
Operadores da área jurídica costumam criticar o uso do juridiquês na comunicação em geral, seja nos documentos governamentais ou nas decisões judiciais, uma vez que o emprego excessivo desse tipo de linguagem dificulta a compreensão das informações transmitidas, distanciando a população dos espaços de tomada de poder e dificultando o acesso à justiça. Nesse sentido, destaca-se que o uso do juridiquês pode representar um modo de preservação do monopólio do conhecimento pelo Poder Judiciário e seus respectivos operadores, uma vez que, quando mais complicada a linguagem, maior é a concentração de poder no âmbito de um grupo social.

### Campanha
Com o objetivo de democratizar a linguagem jurídica, impulsionada por pesquisa Ibope que apontou a difícil compreensão da linguagem jurídica como um dos maiores problemas do Judiciário apontados pela sociedade, a Associação dos Magistrados Brasileiros lançou, em 11 de agosto de 2005, a "Campanha pela Simplificação do Juridiquês".
A campanha buscou simplificar a comunicação utilizada na área jurídica, uma vez que esta, quando utilizada de maneira excessiva, contribui para a dificuldade na interpretação de documentos, para o aumento da morosidade da justiça e facilita o cometimento de erros em razão de interpretações equivocadas.
Nesse sentido, de acordo com Rodrigo Collaço, presidente da Associação à época: 
[...] a simplificação da linguagem jurídica é fundamental para a aproximação dos agentes do Direito com a população. Essa campanha não pretende abolir os termos técnicos, mas evitar os exageros que impedem a compreensão por parte da sociedade em geral dos textos jurídicos